# Vogel (Mondkrater)
Vogel ist ein kleiner Einschlagkrater auf der südlichen Hemisphäre des Mondes. Er befindet sich südöstlich des Kraters Albategnius.
Vogel ist der kleinste einer Gruppe von drei Einschlagkratern, die nach Süden hin an Größe zunehmen. Die beiden anderen werden als Argelander und Airy benannt. Westlich befindet sich der Überrest des Kraters Parrot.
Sowohl auf der nördlichen wie auch auf der südlichen Seite wird der Kraterrand durch kleiner Krater unterbrochen. Vogel B auf der nördlichen Seite wird an seinem Nordrand wiederum von einem noch kleineren Krater unterbrochen, so dass sich hier eine Reihe miteinander verbundener Krater darstellt. Die übrigen Teile des Kraterrandes sind recht gut erhalten.
| Buchstabe | Position          | Durchmesser | Link |
| --------- | ----------------- | ----------- | ---- |
| B         | 14,46° S, 5,63° O | 22 km       |      |
| C         | 14,12° S, 5,24° O | 9 km        |      |